# Secret Treaties
Secret Treaties is het derde studioalbum van de Amerikaanse rockband Blue Öyster Cult, uitgebracht op 22 april 1974 door Columbia Records.
In 1975 vonden critici van het Britse magazine Melody Maker in een bevraging dit album het beste rockalbum aller tijden. 
Het is het enige album van Blue Öyster Cult dat geen nummer heeft met als leadzanger Donald "Buck Dharma" Roeser. Geen enkele liedtekst werd geschreven door de bandleden. Producer Sandy Pearlman, die ook het hele Imaginos-concept als image voor de band creëerde, rockcriticus Richard Meltzer en zangeres Patti Smith schreven in hun plaats de teksten.

## Albumhoes
De albumhoes, die gemaakt werd door Ron Lesser, stelt de band voor die zich voor een Messerschmitt Me 262 bevinden. Het is een verwijzing naar ME 262, het vierde nummer op het album. 

## Songs

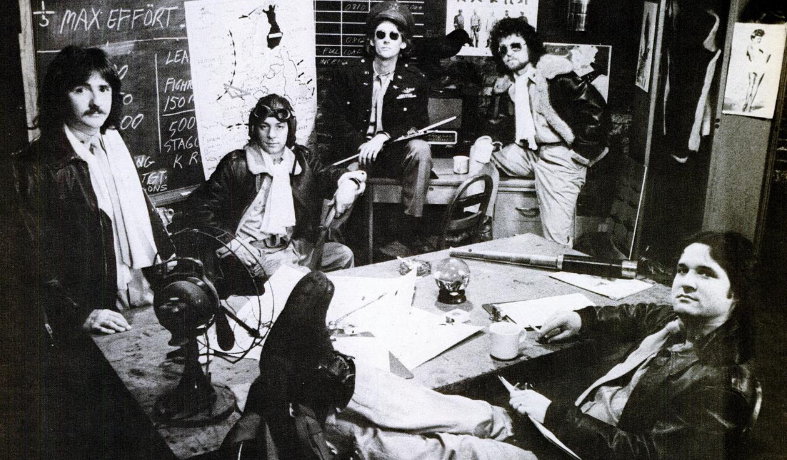
De leden van Blue Öyster Cult, verschenen als advertentie in Billboard voor Secret Treaties

Hoewel het album geen conceptalbum is, gaan verschillende nummers naadloos in elkaar over (segue), zoals de eerste drie nummers, en de laatste drie nummers.
Secret Treaties begint met Career of Evil, een compositie waarvoor Patti Smith de liedtekst schreef. Op het moment van de opname was zij de vriendin van Blue Öyster Cult's toetsenist en ritmegitarist Allen Lanier. J.K. Rowling, onder het pseudoniem Robert Galbraith, vernoemde later het vervolg op haar boek Zijderups naar dit nummer. In het Nederlands is het boek vertaald naar Het Slechte Pad, en is een volume in de Cormoran Strike-reeks. 
Tussen de nummers Harvester of Eyes en Flaming Telepaths valt een fragment van een klassiek muziekstuk te horen, gespeeld op een muziekdoos. Bandleden herinnerden zich dat de geluidstechnicus dit vond op een opname, maar konden het stuk niet identificeren. Het stuk en de componist konden dus niet vermeld worden op de originele uitgave van Secret Treaties. Uiteindelijk kon Nona Monehin, lector Renaissance- en Barokdans aan Mount Holyoke College, het stuk identificeren als een fragment uit een wals van Iosif Ivanovici genaamd Donauwellen. De herkomst van de originele opname blijft echter een mysterie.
De afsluiter van het album, Astronomy, kwam tevens terecht op verschillende volgende albums van de band, zoals Imaginos. Het werd gecoverd door verschillende artiesten. Metallica coverde het nummer voor hun album Garage Inc.. Arch Enemy gebruikte het refrein voor hun nummer Pilgrim van het album Burning Bridges.

## Nummers
| Nr. | Titel                    | Leadzang          | Duur |
| --- | ------------------------ | ----------------- | ---- |
| 1.  | Career of Evil           | Bloom, A Bouchard | 3:59 |
| 2.  | Subhuman                 | Bloom             | 4:39 |
| 3.  | Dominance and Submission | A. Bouchard       | 5:23 |
| 4.  | ME 262                   | Bloom             | 4:48 |

| Nr. | Titel             | Leadzang                         | Duur |
| --- | ----------------- | -------------------------------- | ---- |
| 5.  | Cagey Cretins     | Bloom, A. Bouchard, Joe Bouchard | 3:16 |
| 6.  | Harvester of Eyes | Bloom                            | 4:42 |
| 7.  | Flaming Telepaths | Bloom                            | 5:20 |
| 8.  | Astronomy         | Bloom                            | 6:28 |

## Muzikanten
- Eric Bloom – zang, ritmegitaar, keyboards
- Donald "Buck Dharma" Roeser – leadgitaar
- Allen Lanier – keyboards, ritmegitaar, synthesizers, tweede leadgitaar op keyboards, rhythm guitar, synthesizers
- Joe Bouchard – basgitaar, zang
- Albert Bouchard – drums, zang